# Yūji Sugano
Yūji Sugano (菅野 裕二?, Sugano Yūji; Prefettura di Aichi, 14 aprile 1961) è un ex calciatore giapponese, di ruolo centrocampista.